# Wilhelm Giese (Jurist)
Wilhelm Giese (* 16. August 1816 in Rostock; † 9. April 1889 ebenda) war ein deutscher Jurist. Ab 1880 war er Erster Bürgermeister von Rostock.

## Leben
Wilhelm Giese war der Sohn eines Juristen. Er besuchte das Gymnasium in Rostock und studierte anschließend Jura an der Universität Rostock, der Friedrich-Wilhelm-Universität zu Berlin und der Georg-August-Universität Göttingen. 1835 wurde Giese Mitglied des Corps Vandalia Rostock. Nach der Promotion ließ er sich als Rechtsanwalt in Rostock nieder. Er wurde 1853 zum Ratsherren gewählt und war Direktor des Polizeiamtes der Stadt. Von 1880 bis 1889 war er Bürgermeister, später Erster Bürgermeister.
Seine Söhne wurden ebenfalls Juristen:
- Adolf Giese (1852–1923), Oberkirchenratspräsident von Schwerin
- Otto Giese (1855–1904), Oberbürgermeister von Altona